# Akrunda
Akrunda (gr. Ακρούντα) – wieś w Republice Cypryjskiej, w dystrykcie Limassol. W 2011 roku liczyła 455 mieszkańców.